# Podemos Andalucía
Podemos Andalucía es la organización de Podemos en la comunidad autónoma de Andalucía (España). Tras el proceso de primarias de junio de 2020, fue renovado su Consejo Ciudadano Autonómico y elegida como secretaria general Martina Velarde.

## Historia
En las elecciones al Parlamento de Andalucía de 2015 obtuvo 15 diputados, formando grupo parlamentario propio.
Con el precedente de la formación de Unidos Podemos como coalición de Izquierda Unida, Podemos y Equo para las elecciones generales de 2016, Podemos Andalucía comenzó a trabajar en 2017 en una hoja de ruta común con el grupo parlamentario de IU en el Parlamento de Andalucía, consistente en hacer una oposición frontal al PSOE-A y a la presidenta de la Junta de Andalucía en aquel entonces, Susana Díaz, quien gobernaba gracias a un pacto con Ciudadanos desde las elecciones andaluzas de 2015. Este proceso de oposición conjunta llevó, tras la suma de diversos partidos de corte nacionalista andaluz como Primavera Andaluza e Izquierda Andalucista, a la creación de la coalición Adelante Andalucía de cara las elecciones al Parlamento de Andalucía de 2018, en las que Podemos Andalucía obtuvo 11 de los 17 diputados de la coalición en el Parlamento de Andalucía. Durante 2019 se constituyeron proyectos de Adelante a nivel municipal, presentándose a las elecciones municipales en la mayoría de ciudades de Andalucía.
Para las generales del 10 de noviembre, parte de Adelante Andalucía quiso concurrir como marca propia a las elecciones tal y como sucedía en otras Comunidades Autónomas, propuesta que, aunque no salió adelante, creó tensiones internas en la coalición. De todos modos, en diciembre de 2019, Adelante Andalucía se registra como partido político por iniciativa de Teresa Rodríguez (en aquel momento líder de Podemos Andalucía y Anticapitalistas) e IU. Poco después, en febrero de 2020, Teresa Rodríguez y su equipo abandonan Podemos junto a Anticapitalistas tras la negativa de la ejecutiva de Podemos, con Pablo Iglesias al frente, al desarrollo de una opción andaluza con grupo propio en el Congreso de los Diputados.

Esta ruptura produjo una profunda crisis en Podemos Andalucía, al ser Anticapitalistas el sector mayoritario de la organización, y una serie de tensiones en el seno de Adelante Andalucía que llevaron a una ruptura parlamentaria de la formación, al ser expulsados en octubre 8 miembros de la coalición, entre ellas Teresa Rodríguez. Los diputados expulsados, que tras varias bajas más llegaron a ser 11, pasaron al grupo de No Adscritos y, en 2021, el Grupo Parlamentario de Adelante Andalucía (formado por 6 diputados de IULV-CA con el apoyo externo de Podemos Andalucía y Alianza Verde Andalucía) cambió su nombre por el de Unidas Podemos por Andalucía, al considerar que se había producido una usurpación de su nombre anterior.
De cara a las elecciones al Parlamento de Andalucía de 2022, las tres formaciones que formaban Unidas Podemos empezaron a negociar con Andalucía Por Sí, Más País Andalucía, Verdes Equo Andalucía e Iniciativa del Pueblo Andaluz, que habían formado en paralelo otra coalición denominada Andaluces Levantaos. El 25 de abril se anunció que ambas coaliciones se fusionarían para presentar una lista única denominada Por Andalucía, aunque las negociaciones se alargaron hasta el final del plazo, haciendo que Alianza Verde y Podemos quedasen administrativamente fuera de la coalición, viéndose obligados a apoyarla externamente, con sus candidatos constando en listas como independientes.

## Resultados electorales

### Congreso de los Diputados
| Elecciones generales de España de 2015              | 752.367 | 16.90% | 10/61 |
| Elecciones generales de España de 2016              | 792.008 | 18,62% | 11/61 |
| Elecciones generales de España de abril de 2019     | 654.944 | 14,29% | 9/61  |
| Elecciones generales de España de noviembre de 2019 | 559.628 | 13,1%  | 6/61  |
| Elecciones generales de España de 2023              | 520.826 | 11,95% | 6/61  |

### Parlamento de Andalucía
| Elecciones al Parlamento de Andalucía de 2015 | Teresa Rodríguez | 590.011 | 14.80% | 15/109 | Oposición |
| Elecciones al Parlamento de Andalucía de 2018 | Teresa Rodríguez | 585.949 | 16.19% | 11/109 | Oposición |
| Elecciones al Parlamento de Andalucía de 2022 | Inmaculada Nieto | 284.027 | 7.07%  | 3/109  | Oposición |

## Organización
La organización del partido surge de los documentos aprobados en la tercera Asamblea Ciudadana Estatal de Podemos, también conocida como Vistalegre III, en 2020. Consta de:
- Asamblea Ciudadana Autonómica.
- Consejo Ciudadano Autonómico.
- Coordinación Autonómica.
- Consejo de Coordinación Autonómico.
- Comisión de Garantías Democráticas Autonómica.

Además, la representatividad de los círculos (base de la militancia del partido) se da a través del consejo de círculos, la red de círculos o su presencia en el Consejo Ciudadano Autonómico.